# Ronde van Vlaanderen 2024
Ronde van Vlaanderen 2024 – 108. edycja wyścigu kolarskiego Ronde van Vlaanderen, która odbyła się 31 marca 2024 na liczącej ponad 270 kilometrów trasie z Antwerpii do Oudenaarde. Impreza kategorii 1.UWT była częścią UCI World Tour 2024.

## Uczestnicy

### Drużyny
| WorldTeams (18)- Alpecin-Deceuninck - Arkéa-B&B Hotels - Astana Qazaqstan Team - Bahrain Victorious - Bora-Hansgrohe - Cofidis - Decathlon-AG2R La Mondiale - EF Education-EasyPost - Groupama-FDJ - Ineos Grenadiers - Intermarché-Wanty - Lidl-Trek - Movistar Team - Soudal Quick-Step - Team dsm-firmenich PostNL - Team Jayco AlUla - Team Visma \| Lease a Bike - UAE Team Emirates ProTeams (7)- Bingoal WB - Israel-Premier Tech - Lotto Dstny - Q36.5 Pro Cycling Team - Team Flanders-Baloise - Tudor Pro Cycling Team - Uno-X Mobility |
| |

### Lista startowa
| Alpecin-Deceuninck ADC | Alpecin-Deceuninck ADC             | Alpecin-Deceuninck ADC |
| ---------------------- | ---------------------------------- | ---------------------- |
| Nr                     | Kolarz                             | Miejsce                |
| 1                      | Mathieu van der Poel (NED) (szosa) | 1.                     |
| 2                      | Axel Laurance (FRA)                | DNF                    |
| 3                      | Oscar Riesebeek (NED)              | DNF                    |
| 4                      | Xandro Meurisse (BEL)              | DNF                    |
| 5                      | Søren Kragh Andersen (DEN)         | DNF                    |
| 6                      | Silvan Dillier (SUI)               | DNF                    |
| 7                      | Gianni Vermeersch (BEL)            | 23.                    |

| Intermarché-Wanty IWA | Intermarché-Wanty IWA  | Intermarché-Wanty IWA |
| --------------------- | ---------------------- | --------------------- |
| Nr                    | Kolarz                 | Miejsce               |
| 11                    | Biniam Girmay (ERI)    | 59.                   |
| 12                    | Dries De Pooter (BEL)  | 85.                   |
| 13                    | Hugo Page (FRA)        | 51.                   |
| 14                    | Adrien Petit (FRA)     | DNF                   |
| 15                    | Laurenz Rex (BEL)      | 21.                   |
| 16                    | Mike Teunissen (NED)   | 25.                   |
| 17                    | Georg Zimmermann (GER) | 61.                   |

| Soudal Quick-Step SOQ | Soudal Quick-Step SOQ    | Soudal Quick-Step SOQ |
| --------------------- | ------------------------ | --------------------- |
| Nr                    | Kolarz                   | Miejsce               |
| 21                    | Julian Alaphilippe (FRA) | 70.                   |
| 22                    | Kasper Asgreen (DEN)     | 47.                   |
| 23                    | Yves Lampaert (BEL)      | 18.                   |
| 24                    | Gianni Moscon (ITA)      | 78.                   |
| 25                    | Tim Merlier (BEL)        | 65.                   |
| 26                    | Casper Pedersen (DEN)    | DNF                   |
| 27                    | Bert Van Lerberghe (BEL) | DNF                   |

| Team Visma \| Lease a Bike TVL | Team Visma \| Lease a Bike TVL | Team Visma \| Lease a Bike TVL |
| ------------------------------ | ------------------------------ | ------------------------------ |
| Nr                             | Kolarz                         | Miejsce                        |
| 31                             | Matteo Jorgenson (USA)         | 31.                            |
| 32                             | Edoardo Affini (ITA)           | 86.                            |
| 33                             | Tiesj Benoot (BEL)             | 15.                            |
| 34                             | Mick van Dijke (NED)           | 42.                            |
| 35                             | Tim van Dijke (NED)            | 30.                            |
| 36                             | Per Strand Hagenes (NOR)       | 40.                            |
| 37                             | Dylan van Baarle (NED) (szosa) | 83.                            |

| Arkéa-B&B Hotels ARK | Arkéa-B&B Hotels ARK    | Arkéa-B&B Hotels ARK |
| -------------------- | ----------------------- | -------------------- |
| Nr                   | Kolarz                  | Miejsce              |
| 41                   | Florian Sénéchal (FRA)  | 62.                  |
| 42                   | David Dekker (NED)      | DNF                  |
| 43                   | Donavan Grondin (FRA)   | DNF                  |
| 44                   | Vincenzo Albanese (ITA) | 28.                  |
| 45                   | Daniel McLay (GBR)      | DNF                  |
| 46                   | Luca Mozzato (ITA)      | 2.                   |
| 47                   | Miles Scotson (AUS)     | DNF                  |

| Astana Qazaqstan Team AST | Astana Qazaqstan Team AST | Astana Qazaqstan Team AST |
| ------------------------- | ------------------------- | ------------------------- |
| Nr                        | Kolarz                    | Miejsce                   |
| 51                        | Cees Bol (NED)            | DNF                       |
| 52                        | Rüdiger Selig (GER)       | DNF                       |
| 53                        | Jewgienij Fiodorow (KAZ)  | DNF                       |
| 54                        | Michael Mørkøv (DEN)      | DNF                       |
| 55                        | Jewgienij Gidicz (KAZ)    | DNF                       |
| 56                        | Dmitrij Gruzdiew (KAZ)    | DNF                       |
| 57                        | Gleb Syrica               | DNF                       |

| Bahrain Victorious TBV | Bahrain Victorious TBV    | Bahrain Victorious TBV |
| ---------------------- | ------------------------- | ---------------------- |
| Nr                     | Kolarz                    | Miejsce                |
| 61                     | Matej Mohorič (SLO)       | DNF                    |
| 62                     | Matevž Govekar (SLO)      | DNF                    |
| 63                     | Kamil Gradek (POL)        | DNF                    |
| 64                     | Fran Miholjević (CRO)     | DNF                    |
| 65                     | Andrea Pasqualon (ITA)    | DNF                    |
| 66                     | Fred Wright (GBR) (szosa) | 50.                    |
| 67                     | Dušan Rajović (SRB)       | DNF                    |

| Bora-Hansgrohe BOH | Bora-Hansgrohe BOH   | Bora-Hansgrohe BOH |
| ------------------ | -------------------- | ------------------ |
| Nr                 | Kolarz               | Miejsce            |
| 71                 | Jordi Meeus (BEL)    | DNF                |
| 72                 | Marco Haller (AUT)   | 33.                |
| 73                 | Emil Herzog (GER)    | 76.                |
| 74                 | Luis-Joe Lührs (GER) | DNF                |
| 75                 | Nico Denz (GER)      | 60.                |
| 76                 | Ryan Mullen (IRL)    | DNF                |
| 77                 | Filip Maciejuk (POL) | 81.                |

| Cofidis COF | Cofidis COF                 | Cofidis COF |
| ----------- | --------------------------- | ----------- |
| Nr          | Kolarz                      | Miejsce     |
| 81          | Piet Allegaert (BEL)        | 57.         |
| 82          | Aimé De Gendt (BEL)         | DNF         |
| 83          | Nicolas Debeaumarché (FRA)  | DNF         |
| 84          | Alexis Gougeard (FRA)       | DNF         |
| 85          | Ludovic Robeet (BEL)        | DNF         |
| 86          | Alexis Renard (FRA)         | DNF         |
| 87          | Stanisław Aniołkowski (POL) | DNF         |

| Decathlon-AG2R La Mondiale DAT | Decathlon-AG2R La Mondiale DAT | Decathlon-AG2R La Mondiale DAT |
| ------------------------------ | ------------------------------ | ------------------------------ |
| Nr                             | Kolarz                         | Miejsce                        |
| 91                             | Edvald Boasson Hagen (NOR)     | DNF                            |
| 92                             | Oliver Naesen (BEL)            | 7.                             |
| 93                             | Dries De Bondt (BEL)           | DNF                            |
| 94                             | Sander De Pestel (BEL)         | 79.                            |
| 95                             | Pierre Gautherat (FRA)         | 56.                            |
| 96                             | Damien Touzé (FRA)             | 52.                            |
| 97                             | Bastien Tronchon (FRA)         | 72.                            |

| EF Education-EasyPost EFE | EF Education-EasyPost EFE | EF Education-EasyPost EFE |
| ------------------------- | ------------------------- | ------------------------- |
| Nr                        | Kolarz                    | Miejsce                   |
| 101                       | Alberto Bettiol (ITA)     | 9.                        |
| 102                       | Stefan Bissegger (SUI)    | 36.                       |
| 103                       | Owain Doull (GBR)         | 29.                       |
| 104                       | Harry Sweeny (AUS)        | DNF                       |
| 105                       | Jonas Rutsch (GER)        | 35.                       |
| 106                       | Marijn van den Berg (NED) | 54.                       |
| 107                       | Michael Valgren (DEN)     | 45.                       |

| Groupama-FDJ GFC | Groupama-FDJ GFC               | Groupama-FDJ GFC |
| ---------------- | ------------------------------ | ---------------- |
| Nr               | Kolarz                         | Miejsce          |
| 111              | Stefan Küng (SUI)              | 41.              |
| 112              | Lewis Askey (GBR)              | DNF              |
| 113              | Sven Erik Bystrøm (NOR)        | 69.              |
| 114              | Olivier Le Gac (FRA)           | 80.              |
| 115              | Valentin Madouas (FRA) (szosa) | 16.              |
| 116              | Fabian Lienhard (SUI)          | 63.              |
| 117              | Laurence Pithie (NZL)          | 39.              |

| Ineos Grenadiers IGD | Ineos Grenadiers IGD   | Ineos Grenadiers IGD |
| -------------------- | ---------------------- | -------------------- |
| Nr                   | Kolarz                 | Miejsce              |
| 121                  | Laurens De Plus (BEL)  | 71.                  |
| 122                  | Elia Viviani (ITA)     | DNF                  |
| 123                  | Magnus Sheffield (USA) | 6.                   |
| 124                  | Connor Swift (GBR)     | 66.                  |
| 125                  | Ben Swift (GBR)        | DNF                  |
| 126                  | Joshua Tarling (GBR)   | 17.                  |
| 127                  | Ben Turner (GBR)       | 38.                  |

| Lidl-Trek LTK | Lidl-Trek LTK        | Lidl-Trek LTK |
| ------------- | -------------------- | ------------- |
| Nr            | Kolarz               | Miejsce       |
| 131           | Mads Pedersen (DEN)  | 22.           |
| 132           | Tim Declercq (BEL)   | DNF           |
| 133           | Daan Hoole (NED)     | 68.           |
| 134           | Jonathan Milan (ITA) | 67.           |
| 135           | Toms Skujiņš (LAT)   | 10.           |
| 136           | Otto Vergaerde (BEL) | 87.           |
| 137           | Edward Theuns (BEL)  | DNF           |

| Movistar Team MOV | Movistar Team MOV          | Movistar Team MOV |
| ----------------- | -------------------------- | ----------------- |
| Nr                | Kolarz                     | Miejsce           |
| 141               | Oier Lazkano (ESP) (szosa) | 73.               |
| 142               | Carlos Canal (ESP)         | 77.               |
| 143               | Rémi Cavagna (FRA)         | 75.               |
| 144               | Iván García Cortina (ESP)  | 26.               |
| 145               | Johan Jacobs (SUI)         | DNF               |
| 146               | Lorenzo Milesi (ITA)       | DNF               |
| 147               | Albert Torres (ESP)        | DNF               |

| Team dsm-firmenich PostNL DFP | Team dsm-firmenich PostNL DFP | Team dsm-firmenich PostNL DFP |
| ----------------------------- | ----------------------------- | ----------------------------- |
| Nr                            | Kolarz                        | Miejsce                       |
| 151                           | John Degenkolb (GER)          | 37.                           |
| 152                           | Frank van den Broek (NED)     | DNF                           |
| 153                           | Pavel Bittner (CZE)           | DNF                           |
| 154                           | Patrick Eddy (AUS)            | DNF                           |
| 155                           | Nils Eekhoff (NED)            | 49.                           |
| 156                           | Tim Naberman (NED)            | DNF                           |
| 157                           | Niklas Märkl (GER)            | DNF                           |

| Team Jayco AlUla JAY | Team Jayco AlUla JAY        | Team Jayco AlUla JAY |
| -------------------- | --------------------------- | -------------------- |
| Nr                   | Kolarz                      | Miejsce              |
| 161                  | Michael Matthews (AUS)      | 11.                  |
| 162                  | Luke Durbridge (AUS)        | DNF                  |
| 163                  | Amund Grøndahl Jansen (NOR) | DNF                  |
| 164                  | Luka Mezgec (SLO)           | DNF                  |
| 165                  | Kelland O’Brien (AUS)       | DNF                  |
| 166                  | Elmar Reinders (NED)        | DNF                  |
| 167                  | Max Walscheid (GER)         | 20.                  |

| UAE Team Emirates UAD | UAE Team Emirates UAD      | UAE Team Emirates UAD |
| --------------------- | -------------------------- | --------------------- |
| Nr                    | Kolarz                     | Miejsce               |
| 171                   | Tim Wellens (BEL)          | 12.                   |
| 172                   | Vegard Stake Laengen (NOR) | DNF                   |
| 173                   | Mikkel Bjerg (DEN)         | 4.                    |
| 174                   | Alessandro Covi (ITA)      | DNF                   |
| 175                   | Marc Hirschi (SUI) (szosa) | DNF                   |
| 176                   | António Morgado (POR)      | 5.                    |
| 177                   | Nils Politt (GER)          | 3.                    |

| Israel-Premier Tech IPT | Israel-Premier Tech IPT | Israel-Premier Tech IPT |
| ----------------------- | ----------------------- | ----------------------- |
| Nr                      | Kolarz                  | Miejsce                 |
| 181                     | Dylan Teuns (BEL)       | 8.                      |
| 182                     | Guillaume Boivin (CAN)  | DNF                     |
| 183                     | Hugo Houle (CAN)        | DNF                     |
| 184                     | Krists Neilands (LAT)   | 43.                     |
| 185                     | Riley Sheehan (USA)     | 13.                     |
| 186                     | Corbin Strong (NZL)     | 48.                     |
| 187                     | Tom Van Asbroeck (BEL)  | DNF                     |

| Lotto Dstny LTD | Lotto Dstny LTD          | Lotto Dstny LTD |
| --------------- | ------------------------ | --------------- |
| Nr              | Kolarz                   | Miejsce         |
| 191             | Victor Campenaerts (BEL) | 27.             |
| 192             | Cédric Beullens (BEL)    | 64.             |
| 193             | Jenno Berckmoes (BEL)    | 44.             |
| 194             | Lionel Taminiaux (BEL)   | DNF             |
| 195             | Liam Slock (BEL)         | 58.             |
| 196             | Sébastien Grignard (BEL) | DNF             |
| 197             | Brent Van Moer (BEL)     | DNF             |

| Uno-X Mobility UXM | Uno-X Mobility UXM          | Uno-X Mobility UXM |
| ------------------ | --------------------------- | ------------------ |
| Nr                 | Kolarz                      | Miejsce            |
| 201                | Alexander Kristoff (NOR)    | 74.                |
| 202                | Jonas Abrahamsen (NOR)      | 32.                |
| 203                | Markus Hoelgaard (NOR)      | DNF                |
| 204                | William Blume Levy (DEN)    | DNF                |
| 205                | Erik Nordsæter Resell (NOR) | DNF                |
| 206                | Rasmus Tiller (NOR)         | 24.                |
| 207                | Søren Wærenskjold (NOR)     | DNF                |

| Bingoal WB BWB | Bingoal WB BWB            | Bingoal WB BWB |
| -------------- | ------------------------- | -------------- |
| Nr             | Kolarz                    | Miejsce        |
| 211            | Luca De Meester (BEL)     | DNF            |
| 212            | Floris De Tier (BEL)      | DNF            |
| 213            | Johan Meens (BEL)         | DNF            |
| 214            | Luca Van Boven (BEL)      | 55.            |
| 215            | Loïc Vliegen (BEL)        | DNF            |
| 216            | Aaron Van der Beken (BEL) | 82.            |
| 217            | Jelle Vermoote (BEL)      | DNF            |

| Q36.5 Pro Cycling Team Q36 | Q36.5 Pro Cycling Team Q36 | Q36.5 Pro Cycling Team Q36 |
| -------------------------- | -------------------------- | -------------------------- |
| Nr                         | Kolarz                     | Miejsce                    |
| 221                        | Jannik Steimle (GER)       | 34.                        |
| 222                        | Fabio Christen (SUI)       | 46.                        |
| 223                        | Tom Devriendt (BEL)        | DNF                        |
| 224                        | Tobias Ludvigsson (SWE)    | DNF                        |
| 225                        | Kamil Małecki (POL)        | 14.                        |
| 226                        | Cyrus Monk (AUS)           | DNF                        |
| 227                        | Szymon Sajnok (POL)        | DNF                        |

| Team Flanders-Baloise TFB | Team Flanders-Baloise TFB | Team Flanders-Baloise TFB |
| ------------------------- | ------------------------- | ------------------------- |
| Nr                        | Kolarz                    | Miejsce                   |
| 231                       | Lars Craps (BEL)          | 53.                       |
| 232                       | Jules Hesters (BEL)       | DNF                       |
| 233                       | Dylan Vandenstorme (BEL)  | DNF                       |
| 234                       | Yentl Vandevelde (BEL)    | DNF                       |
| 235                       | Siebe Deweirdt (BEL)      | DNF                       |
| 236                       | Victor Vercouillie (BEL)  | DNF                       |
| 237                       | Ward Vanhoof (BEL)        | DNF                       |

| Tudor Pro Cycling Team TUD | Tudor Pro Cycling Team TUD     | Tudor Pro Cycling Team TUD |
| -------------------------- | ------------------------------ | -------------------------- |
| Nr                         | Kolarz                         | Miejsce                    |
| 241                        | Matteo Trentin (ITA)           | 19.                        |
| 242                        | Sebastian Kolze Changizi (DEN) | DNF                        |
| 243                        | Jacob Eriksson (SWE)           | DNF                        |
| 244                        | Petr Kelemen (CZE)             | DNF                        |
| 245                        | Alexander Krieger (GER)        | 84.                        |
| 246                        | Marius Mayrhofer (GER)         | DNF                        |
| 247                        | Rick Pluimers (NED)            | DNF                        |

| Alpecin-Deceuninck ADC | Alpecin-Deceuninck ADC             | Alpecin-Deceuninck ADC |
| ---------------------- | ---------------------------------- | ---------------------- |
| Nr                     | Kolarz                             | Miejsce                |
| 1                      | Mathieu van der Poel (NED) (szosa) | 1.                     |
| 2                      | Axel Laurance (FRA)                | DNF                    |
| 3                      | Oscar Riesebeek (NED)              | DNF                    |
| 4                      | Xandro Meurisse (BEL)              | DNF                    |
| 5                      | Søren Kragh Andersen (DEN)         | DNF                    |
| 6                      | Silvan Dillier (SUI)               | DNF                    |
| 7                      | Gianni Vermeersch (BEL)            | 23.                    |

| Intermarché-Wanty IWA | Intermarché-Wanty IWA  | Intermarché-Wanty IWA |
| --------------------- | ---------------------- | --------------------- |
| Nr                    | Kolarz                 | Miejsce               |
| 11                    | Biniam Girmay (ERI)    | 59.                   |
| 12                    | Dries De Pooter (BEL)  | 85.                   |
| 13                    | Hugo Page (FRA)        | 51.                   |
| 14                    | Adrien Petit (FRA)     | DNF                   |
| 15                    | Laurenz Rex (BEL)      | 21.                   |
| 16                    | Mike Teunissen (NED)   | 25.                   |
| 17                    | Georg Zimmermann (GER) | 61.                   |

| Soudal Quick-Step SOQ | Soudal Quick-Step SOQ    | Soudal Quick-Step SOQ |
| --------------------- | ------------------------ | --------------------- |
| Nr                    | Kolarz                   | Miejsce               |
| 21                    | Julian Alaphilippe (FRA) | 70.                   |
| 22                    | Kasper Asgreen (DEN)     | 47.                   |
| 23                    | Yves Lampaert (BEL)      | 18.                   |
| 24                    | Gianni Moscon (ITA)      | 78.                   |
| 25                    | Tim Merlier (BEL)        | 65.                   |
| 26                    | Casper Pedersen (DEN)    | DNF                   |
| 27                    | Bert Van Lerberghe (BEL) | DNF                   |

| Team Visma \| Lease a Bike TVL | Team Visma \| Lease a Bike TVL | Team Visma \| Lease a Bike TVL |
| ------------------------------ | ------------------------------ | ------------------------------ |
| Nr                             | Kolarz                         | Miejsce                        |
| 31                             | Matteo Jorgenson (USA)         | 31.                            |
| 32                             | Edoardo Affini (ITA)           | 86.                            |
| 33                             | Tiesj Benoot (BEL)             | 15.                            |
| 34                             | Mick van Dijke (NED)           | 42.                            |
| 35                             | Tim van Dijke (NED)            | 30.                            |
| 36                             | Per Strand Hagenes (NOR)       | 40.                            |
| 37                             | Dylan van Baarle (NED) (szosa) | 83.                            |

| Arkéa-B&B Hotels ARK | Arkéa-B&B Hotels ARK    | Arkéa-B&B Hotels ARK |
| -------------------- | ----------------------- | -------------------- |
| Nr                   | Kolarz                  | Miejsce              |
| 41                   | Florian Sénéchal (FRA)  | 62.                  |
| 42                   | David Dekker (NED)      | DNF                  |
| 43                   | Donavan Grondin (FRA)   | DNF                  |
| 44                   | Vincenzo Albanese (ITA) | 28.                  |
| 45                   | Daniel McLay (GBR)      | DNF                  |
| 46                   | Luca Mozzato (ITA)      | 2.                   |
| 47                   | Miles Scotson (AUS)     | DNF                  |

| Astana Qazaqstan Team AST | Astana Qazaqstan Team AST | Astana Qazaqstan Team AST |
| ------------------------- | ------------------------- | ------------------------- |
| Nr                        | Kolarz                    | Miejsce                   |
| 51                        | Cees Bol (NED)            | DNF                       |
| 52                        | Rüdiger Selig (GER)       | DNF                       |
| 53                        | Jewgienij Fiodorow (KAZ)  | DNF                       |
| 54                        | Michael Mørkøv (DEN)      | DNF                       |
| 55                        | Jewgienij Gidicz (KAZ)    | DNF                       |
| 56                        | Dmitrij Gruzdiew (KAZ)    | DNF                       |
| 57                        | Gleb Syrica               | DNF                       |

| Bahrain Victorious TBV | Bahrain Victorious TBV    | Bahrain Victorious TBV |
| ---------------------- | ------------------------- | ---------------------- |
| Nr                     | Kolarz                    | Miejsce                |
| 61                     | Matej Mohorič (SLO)       | DNF                    |
| 62                     | Matevž Govekar (SLO)      | DNF                    |
| 63                     | Kamil Gradek (POL)        | DNF                    |
| 64                     | Fran Miholjević (CRO)     | DNF                    |
| 65                     | Andrea Pasqualon (ITA)    | DNF                    |
| 66                     | Fred Wright (GBR) (szosa) | 50.                    |
| 67                     | Dušan Rajović (SRB)       | DNF                    |

| Bora-Hansgrohe BOH | Bora-Hansgrohe BOH   | Bora-Hansgrohe BOH |
| ------------------ | -------------------- | ------------------ |
| Nr                 | Kolarz               | Miejsce            |
| 71                 | Jordi Meeus (BEL)    | DNF                |
| 72                 | Marco Haller (AUT)   | 33.                |
| 73                 | Emil Herzog (GER)    | 76.                |
| 74                 | Luis-Joe Lührs (GER) | DNF                |
| 75                 | Nico Denz (GER)      | 60.                |
| 76                 | Ryan Mullen (IRL)    | DNF                |
| 77                 | Filip Maciejuk (POL) | 81.                |

| Cofidis COF | Cofidis COF                 | Cofidis COF |
| ----------- | --------------------------- | ----------- |
| Nr          | Kolarz                      | Miejsce     |
| 81          | Piet Allegaert (BEL)        | 57.         |
| 82          | Aimé De Gendt (BEL)         | DNF         |
| 83          | Nicolas Debeaumarché (FRA)  | DNF         |
| 84          | Alexis Gougeard (FRA)       | DNF         |
| 85          | Ludovic Robeet (BEL)        | DNF         |
| 86          | Alexis Renard (FRA)         | DNF         |
| 87          | Stanisław Aniołkowski (POL) | DNF         |

| Decathlon-AG2R La Mondiale DAT | Decathlon-AG2R La Mondiale DAT | Decathlon-AG2R La Mondiale DAT |
| ------------------------------ | ------------------------------ | ------------------------------ |
| Nr                             | Kolarz                         | Miejsce                        |
| 91                             | Edvald Boasson Hagen (NOR)     | DNF                            |
| 92                             | Oliver Naesen (BEL)            | 7.                             |
| 93                             | Dries De Bondt (BEL)           | DNF                            |
| 94                             | Sander De Pestel (BEL)         | 79.                            |
| 95                             | Pierre Gautherat (FRA)         | 56.                            |
| 96                             | Damien Touzé (FRA)             | 52.                            |
| 97                             | Bastien Tronchon (FRA)         | 72.                            |

| EF Education-EasyPost EFE | EF Education-EasyPost EFE | EF Education-EasyPost EFE |
| ------------------------- | ------------------------- | ------------------------- |
| Nr                        | Kolarz                    | Miejsce                   |
| 101                       | Alberto Bettiol (ITA)     | 9.                        |
| 102                       | Stefan Bissegger (SUI)    | 36.                       |
| 103                       | Owain Doull (GBR)         | 29.                       |
| 104                       | Harry Sweeny (AUS)        | DNF                       |
| 105                       | Jonas Rutsch (GER)        | 35.                       |
| 106                       | Marijn van den Berg (NED) | 54.                       |
| 107                       | Michael Valgren (DEN)     | 45.                       |

| Groupama-FDJ GFC | Groupama-FDJ GFC               | Groupama-FDJ GFC |
| ---------------- | ------------------------------ | ---------------- |
| Nr               | Kolarz                         | Miejsce          |
| 111              | Stefan Küng (SUI)              | 41.              |
| 112              | Lewis Askey (GBR)              | DNF              |
| 113              | Sven Erik Bystrøm (NOR)        | 69.              |
| 114              | Olivier Le Gac (FRA)           | 80.              |
| 115              | Valentin Madouas (FRA) (szosa) | 16.              |
| 116              | Fabian Lienhard (SUI)          | 63.              |
| 117              | Laurence Pithie (NZL)          | 39.              |

| Ineos Grenadiers IGD | Ineos Grenadiers IGD   | Ineos Grenadiers IGD |
| -------------------- | ---------------------- | -------------------- |
| Nr                   | Kolarz                 | Miejsce              |
| 121                  | Laurens De Plus (BEL)  | 71.                  |
| 122                  | Elia Viviani (ITA)     | DNF                  |
| 123                  | Magnus Sheffield (USA) | 6.                   |
| 124                  | Connor Swift (GBR)     | 66.                  |
| 125                  | Ben Swift (GBR)        | DNF                  |
| 126                  | Joshua Tarling (GBR)   | 17.                  |
| 127                  | Ben Turner (GBR)       | 38.                  |

| Lidl-Trek LTK | Lidl-Trek LTK        | Lidl-Trek LTK |
| ------------- | -------------------- | ------------- |
| Nr            | Kolarz               | Miejsce       |
| 131           | Mads Pedersen (DEN)  | 22.           |
| 132           | Tim Declercq (BEL)   | DNF           |
| 133           | Daan Hoole (NED)     | 68.           |
| 134           | Jonathan Milan (ITA) | 67.           |
| 135           | Toms Skujiņš (LAT)   | 10.           |
| 136           | Otto Vergaerde (BEL) | 87.           |
| 137           | Edward Theuns (BEL)  | DNF           |

| Movistar Team MOV | Movistar Team MOV          | Movistar Team MOV |
| ----------------- | -------------------------- | ----------------- |
| Nr                | Kolarz                     | Miejsce           |
| 141               | Oier Lazkano (ESP) (szosa) | 73.               |
| 142               | Carlos Canal (ESP)         | 77.               |
| 143               | Rémi Cavagna (FRA)         | 75.               |
| 144               | Iván García Cortina (ESP)  | 26.               |
| 145               | Johan Jacobs (SUI)         | DNF               |
| 146               | Lorenzo Milesi (ITA)       | DNF               |
| 147               | Albert Torres (ESP)        | DNF               |

| Team dsm-firmenich PostNL DFP | Team dsm-firmenich PostNL DFP | Team dsm-firmenich PostNL DFP |
| ----------------------------- | ----------------------------- | ----------------------------- |
| Nr                            | Kolarz                        | Miejsce                       |
| 151                           | John Degenkolb (GER)          | 37.                           |
| 152                           | Frank van den Broek (NED)     | DNF                           |
| 153                           | Pavel Bittner (CZE)           | DNF                           |
| 154                           | Patrick Eddy (AUS)            | DNF                           |
| 155                           | Nils Eekhoff (NED)            | 49.                           |
| 156                           | Tim Naberman (NED)            | DNF                           |
| 157                           | Niklas Märkl (GER)            | DNF                           |

| Team Jayco AlUla JAY | Team Jayco AlUla JAY        | Team Jayco AlUla JAY |
| -------------------- | --------------------------- | -------------------- |
| Nr                   | Kolarz                      | Miejsce              |
| 161                  | Michael Matthews (AUS)      | 11.                  |
| 162                  | Luke Durbridge (AUS)        | DNF                  |
| 163                  | Amund Grøndahl Jansen (NOR) | DNF                  |
| 164                  | Luka Mezgec (SLO)           | DNF                  |
| 165                  | Kelland O’Brien (AUS)       | DNF                  |
| 166                  | Elmar Reinders (NED)        | DNF                  |
| 167                  | Max Walscheid (GER)         | 20.                  |

| UAE Team Emirates UAD | UAE Team Emirates UAD      | UAE Team Emirates UAD |
| --------------------- | -------------------------- | --------------------- |
| Nr                    | Kolarz                     | Miejsce               |
| 171                   | Tim Wellens (BEL)          | 12.                   |
| 172                   | Vegard Stake Laengen (NOR) | DNF                   |
| 173                   | Mikkel Bjerg (DEN)         | 4.                    |
| 174                   | Alessandro Covi (ITA)      | DNF                   |
| 175                   | Marc Hirschi (SUI) (szosa) | DNF                   |
| 176                   | António Morgado (POR)      | 5.                    |
| 177                   | Nils Politt (GER)          | 3.                    |

| Israel-Premier Tech IPT | Israel-Premier Tech IPT | Israel-Premier Tech IPT |
| ----------------------- | ----------------------- | ----------------------- |
| Nr                      | Kolarz                  | Miejsce                 |
| 181                     | Dylan Teuns (BEL)       | 8.                      |
| 182                     | Guillaume Boivin (CAN)  | DNF                     |
| 183                     | Hugo Houle (CAN)        | DNF                     |
| 184                     | Krists Neilands (LAT)   | 43.                     |
| 185                     | Riley Sheehan (USA)     | 13.                     |
| 186                     | Corbin Strong (NZL)     | 48.                     |
| 187                     | Tom Van Asbroeck (BEL)  | DNF                     |

| Lotto Dstny LTD | Lotto Dstny LTD          | Lotto Dstny LTD |
| --------------- | ------------------------ | --------------- |
| Nr              | Kolarz                   | Miejsce         |
| 191             | Victor Campenaerts (BEL) | 27.             |
| 192             | Cédric Beullens (BEL)    | 64.             |
| 193             | Jenno Berckmoes (BEL)    | 44.             |
| 194             | Lionel Taminiaux (BEL)   | DNF             |
| 195             | Liam Slock (BEL)         | 58.             |
| 196             | Sébastien Grignard (BEL) | DNF             |
| 197             | Brent Van Moer (BEL)     | DNF             |

| Uno-X Mobility UXM | Uno-X Mobility UXM          | Uno-X Mobility UXM |
| ------------------ | --------------------------- | ------------------ |
| Nr                 | Kolarz                      | Miejsce            |
| 201                | Alexander Kristoff (NOR)    | 74.                |
| 202                | Jonas Abrahamsen (NOR)      | 32.                |
| 203                | Markus Hoelgaard (NOR)      | DNF                |
| 204                | William Blume Levy (DEN)    | DNF                |
| 205                | Erik Nordsæter Resell (NOR) | DNF                |
| 206                | Rasmus Tiller (NOR)         | 24.                |
| 207                | Søren Wærenskjold (NOR)     | DNF                |

| Bingoal WB BWB | Bingoal WB BWB            | Bingoal WB BWB |
| -------------- | ------------------------- | -------------- |
| Nr             | Kolarz                    | Miejsce        |
| 211            | Luca De Meester (BEL)     | DNF            |
| 212            | Floris De Tier (BEL)      | DNF            |
| 213            | Johan Meens (BEL)         | DNF            |
| 214            | Luca Van Boven (BEL)      | 55.            |
| 215            | Loïc Vliegen (BEL)        | DNF            |
| 216            | Aaron Van der Beken (BEL) | 82.            |
| 217            | Jelle Vermoote (BEL)      | DNF            |

| Q36.5 Pro Cycling Team Q36 | Q36.5 Pro Cycling Team Q36 | Q36.5 Pro Cycling Team Q36 |
| -------------------------- | -------------------------- | -------------------------- |
| Nr                         | Kolarz                     | Miejsce                    |
| 221                        | Jannik Steimle (GER)       | 34.                        |
| 222                        | Fabio Christen (SUI)       | 46.                        |
| 223                        | Tom Devriendt (BEL)        | DNF                        |
| 224                        | Tobias Ludvigsson (SWE)    | DNF                        |
| 225                        | Kamil Małecki (POL)        | 14.                        |
| 226                        | Cyrus Monk (AUS)           | DNF                        |
| 227                        | Szymon Sajnok (POL)        | DNF                        |

| Team Flanders-Baloise TFB | Team Flanders-Baloise TFB | Team Flanders-Baloise TFB |
| ------------------------- | ------------------------- | ------------------------- |
| Nr                        | Kolarz                    | Miejsce                   |
| 231                       | Lars Craps (BEL)          | 53.                       |
| 232                       | Jules Hesters (BEL)       | DNF                       |
| 233                       | Dylan Vandenstorme (BEL)  | DNF                       |
| 234                       | Yentl Vandevelde (BEL)    | DNF                       |
| 235                       | Siebe Deweirdt (BEL)      | DNF                       |
| 236                       | Victor Vercouillie (BEL)  | DNF                       |
| 237                       | Ward Vanhoof (BEL)        | DNF                       |

| Tudor Pro Cycling Team TUD | Tudor Pro Cycling Team TUD     | Tudor Pro Cycling Team TUD |
| -------------------------- | ------------------------------ | -------------------------- |
| Nr                         | Kolarz                         | Miejsce                    |
| 241                        | Matteo Trentin (ITA)           | 19.                        |
| 242                        | Sebastian Kolze Changizi (DEN) | DNF                        |
| 243                        | Jacob Eriksson (SWE)           | DNF                        |
| 244                        | Petr Kelemen (CZE)             | DNF                        |
| 245                        | Alexander Krieger (GER)        | 84.                        |
| 246                        | Marius Mayrhofer (GER)         | DNF                        |
| 247                        | Rick Pluimers (NED)            | DNF                        |

Legenda: DNF – nie ukończył, OTL – przekroczył limit czasu, DNS – nie wystartował, DSQ – zdyskwalifikowany.

## Klasyfikacja generalna
| \| Klasyfikacja generalna \| Klasyfikacja generalna \| Klasyfikacja generalna \| Klasyfikacja generalna \| Klasyfikacja generalna \| \| Kolarz \| Kolarz \| Państwo \| Drużyna \| Czas \| \| ---------------------- \| ---------------------- \| ---------------------- \| -------------------------- \| ---------------------- \| \| 1. \| Mathieu van der Poel \| Holandia \| Alpecin-Deceuninck \| 6h 05' 17" \| \| 2. \| Luca Mozzato \| Włochy \| Arkéa-B&B Hotels \| + 1' 02" \| \| 3. \| Nils Politt \| Niemcy \| UAE Team Emirates \| + 1' 02" \| \| 4. \| Mikkel Bjerg \| Dania \| UAE Team Emirates \| + 1' 02" \| \| 5. \| António Morgado \| Portugalia \| UAE Team Emirates \| + 1' 02" \| \| 6. \| Magnus Sheffield \| Stany Zjednoczone \| Ineos Grenadiers \| + 1' 02" \| \| 7. \| Oliver Naesen \| Belgia \| Decathlon-AG2R La Mondiale \| + 1' 02" \| \| 8. \| Dylan Teuns \| Belgia \| Israel-Premier Tech \| + 1' 02" \| \| 9. \| Alberto Bettiol \| Włochy \| EF Education-EasyPost \| + 1' 02" \| \| 10. \| Toms Skujiņš \| Łotwa \| Lidl-Trek \| + 1' 02" \| \| 11. \| Michael Matthews \| Australia \| Team Jayco AlUla \| + 1' 02" \| \| 12. \| Tim Wellens \| Belgia \| UAE Team Emirates \| + 1' 16" \| \| 13. \| Riley Sheehan \| Stany Zjednoczone \| Israel-Premier Tech \| + 2' 02" \| \| 14. \| Kamil Małecki \| Polska \| Q36.5 Pro Cycling Team \| + 2' 02" \| \| 15. \| Tiesj Benoot \| Belgia \| Team Visma \\| Lease a Bike \| + 2' 02" \| \| 16. \| Valentin Madouas \| Francja \| Groupama-FDJ \| + 2' 02" \| \| 17. \| Joshua Tarling \| Wielka Brytania \| Ineos Grenadiers \| + 2' 02" \| \| 18. \| Yves Lampaert \| Belgia \| Soudal Quick-Step \| + 2' 02" \| \| 19. \| Matteo Trentin \| Włochy \| Tudor Pro Cycling Team \| + 2' 02" \| \| 20. \| Max Walscheid \| Niemcy \| Team Jayco AlUla \| + 2' 41" \| |                      |                   |                            |            |
| |                      |                   |                            |            |
| Źródło: ProCyclingStats |                      |                   |                            |            |
| Klasyfikacja generalna |                      |                   |                            |            |
| Kolarz | Kolarz               | Państwo           | Drużyna                    | Czas       |
| 1. | Mathieu van der Poel | Holandia          | Alpecin-Deceuninck         | 6h 05' 17" |
| 2. | Luca Mozzato         | Włochy            | Arkéa-B&B Hotels           | + 1' 02"   |
| 3. | Nils Politt          | Niemcy            | UAE Team Emirates          | + 1' 02"   |
| 4. | Mikkel Bjerg         | Dania             | UAE Team Emirates          | + 1' 02"   |
| 5. | António Morgado      | Portugalia        | UAE Team Emirates          | + 1' 02"   |
| 6. | Magnus Sheffield     | Stany Zjednoczone | Ineos Grenadiers           | + 1' 02"   |
| 7. | Oliver Naesen        | Belgia            | Decathlon-AG2R La Mondiale | + 1' 02"   |
| 8. | Dylan Teuns          | Belgia            | Israel-Premier Tech        | + 1' 02"   |
| 9. | Alberto Bettiol      | Włochy            | EF Education-EasyPost      | + 1' 02"   |
| 10. | Toms Skujiņš         | Łotwa             | Lidl-Trek                  | + 1' 02"   |
| 11. | Michael Matthews     | Australia         | Team Jayco AlUla           | + 1' 02"   |
| 12. | Tim Wellens          | Belgia            | UAE Team Emirates          | + 1' 16"   |
| 13. | Riley Sheehan        | Stany Zjednoczone | Israel-Premier Tech        | + 2' 02"   |
| 14. | Kamil Małecki        | Polska            | Q36.5 Pro Cycling Team     | + 2' 02"   |
| 15. | Tiesj Benoot         | Belgia            | Team Visma \| Lease a Bike | + 2' 02"   |
| 16. | Valentin Madouas     | Francja           | Groupama-FDJ               | + 2' 02"   |
| 17. | Joshua Tarling       | Wielka Brytania   | Ineos Grenadiers           | + 2' 02"   |
| 18. | Yves Lampaert        | Belgia            | Soudal Quick-Step          | + 2' 02"   |
| 19. | Matteo Trentin       | Włochy            | Tudor Pro Cycling Team     | + 2' 02"   |
| 20. | Max Walscheid        | Niemcy            | Team Jayco AlUla           | + 2' 41"   |